# Лютов, Николай Михайлович
Николай Михайлович Лютов (1848—1911) — вяземский купец, член III Государственной думы от Смоленской губернии.

## Биография
Православный. Потомственный почётный гражданин.
Начальное образование получил дома. Был старшим членом фирмы «Михаила Лютова сыновья» (совместное с братьями имущество — до одного миллиона рублей), владел крупными маслобойными заводами в Вязьме и Одессе, лесным имением в 4500 десятин с лесопильными заводами, а также льнообрабатывающим предприятием с экспортной торговлей. В течение многих лет избирался гласным Вяземского уездного земского собрания и Вяземской городской думы. Был членом Союза 17 октября.
В 1907 году был избран членом III Государственной думы от 1-го съезда городских избирателей Смоленской губернии. Входил во фракцию октябристов. Состоял членом комиссии о торговле и промышленности.
Умер в 1911 году. Был женат.